# Ivan Möller
Ivan Mauritz Möller (ur. 12 lutego 1884 w Göteborgu, zm. 31 lipca 1972 tamże) – szwedzki lekkoatleta (sprinter i płotkarz), wicemistrz olimpijski z 1912.
Zdobył srebrny medal w sztafecie 4 × 100 metrów na igrzyskach olimpijskich w 1912 w Sztokholmie. Sztafeta szwedzka w składzie: Möller, Charles Luther, Ture Person i Knut Lindberg ustanowiła w półfinale rekord Szwecji wynikiem 42,5, a w biegu finałowym zajęła 2. miejsce za zespołem Wielkiej Brytanii, po dyskwalifikacji sztafety Niemiec. Na tych igrzyskach Möller startował również w biegu na 100 metrów i w biegu na 200 metrów, ale w obu przypadkach odpadł w półfinale.
Möller był mistrzem Szwecji w skoku wzwyż w 1909, w biegu na 110 metrów przez płotki w latach 1910–1912 oraz w biegu na 200 metrów w 1911.